# ساکشی مالک
ساکشی مالک (انگلیسی: Sakshi Malik؛ زادهٔ ۳ سپتامبر ۱۹۹۲) کشتی‌گیر کشتی آزاد اهل هند است.
وی در مسابقات کشوری و بین‌المللی در مجموع برندهٔ ۲ مدال طلا، ۳ مدال نقره، ۷ مدال برنز شده‌است.